# Tamuda

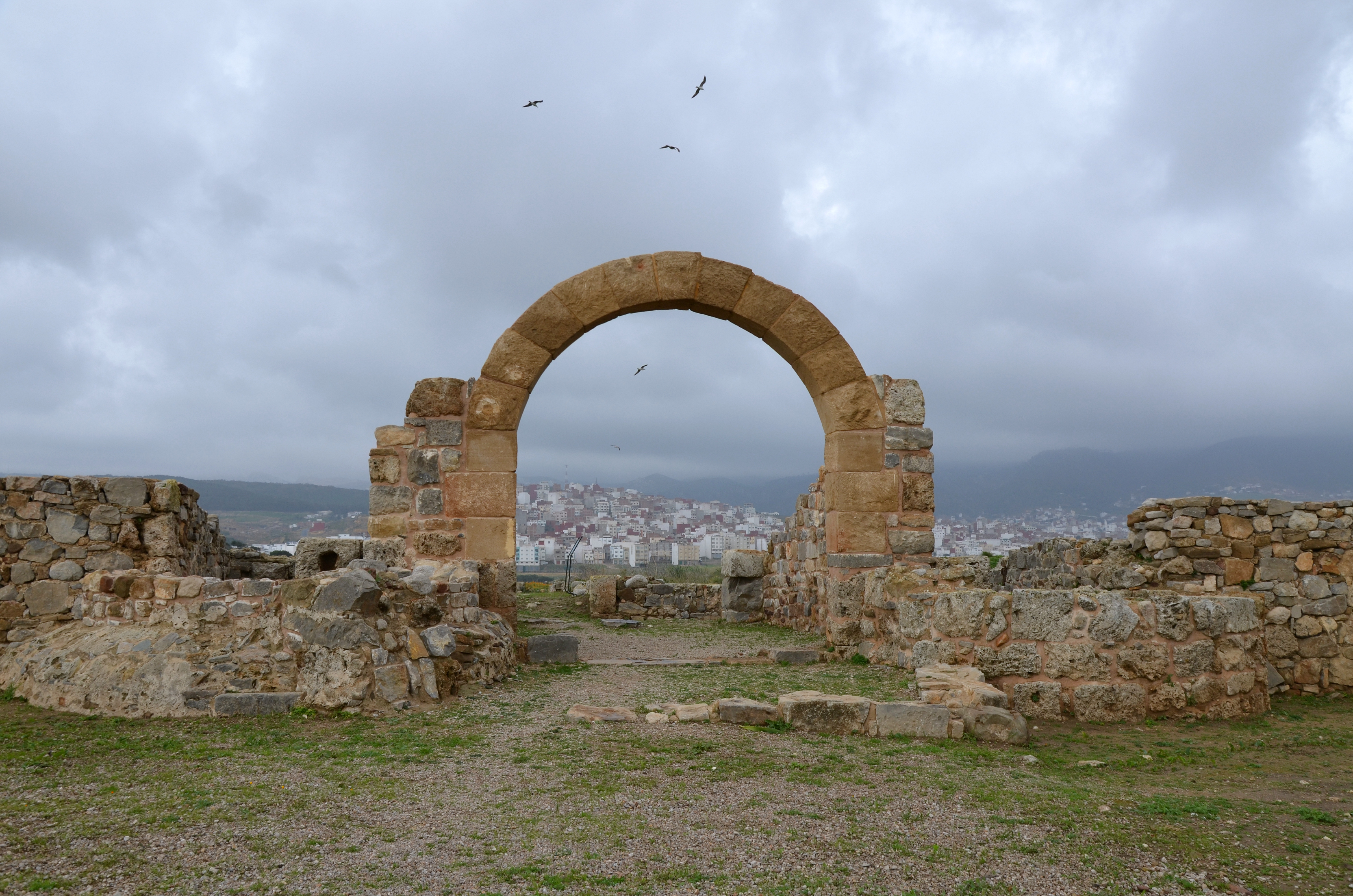
Accampamento militare romano di Tamuda.

Tamuda (in berbero ⵜⴰⵎⵓⴷⴰ, Tamuda; in arabo تمودة‎?, Tamūdah) è un sito archeologico della Mauretania Tingitana (attuale Marocco), nella periferia di Tétouan, sulla riva destra del fiume Martil.

## Etimologia del nome
Tamuda è una parola libica che significa "palude".

## Storia
Tamuda fu fondata verso la fine del III secolo a.C. da Baga, primo re della Mauretania, sulla riva destra del fiume Tamuda (Flumen Tamudae, attuale fiume Martil).  Nel secolo successivo, la presenza e il commercio dei cartaginesi si intensificarono. Durante il I secolo, la città, come molte altre città della regione, godette di autonomia politica e di un'economia forte, principalmente a causa dell'aumento dell'agricoltura e del commercio estero, specialmente con Roma, la cui influenza stava via via diventando sempre più importante.
Nel 40, in seguito all'assassinio del re della Mauretania Tolomeo di Mauretania per ordine di Caligola, si svolse una rivolta di diverse città mauritane, tra cui la stessa Tamuda, la quale subì ingenti danni. In seguito, Tamuda venne annessa, insieme alla Mauretania Tingitana, all'impero romano nel 42.
Durante l'occupazione romana, Tamuda fece parte della Mauretania Tingitana. Tra il I secolo e il III secolo, la città fu ricostruita e diverse piante curative furono installate nei pressi della foce del fiume Martil, così come i frantoi. La provincia si integrò rapidamente nel commercio mediterraneo dell'Impero.
Verso la fine del III secolo, l'autorità romana incominciò a sgretolarsi e le tribù dei Mauri si ribellarono, costringendo Roma a ritirarsi e di concentrarsi vicino allo stretto di Gibilterra. Tamuda era, tuttavia, ancora occupata dai romani in quel momento. Secondo il Notitia dignitatum, verso la fine del IV secolo, il castrum di Tamuda fu la sede di un'ala di cavalleria romana: ala Herculea, legata a una coorte, stabilitasi a Lixus. Il sito fu, in seguito, abbandonato durante il V secolo.

## Scavi archeologici

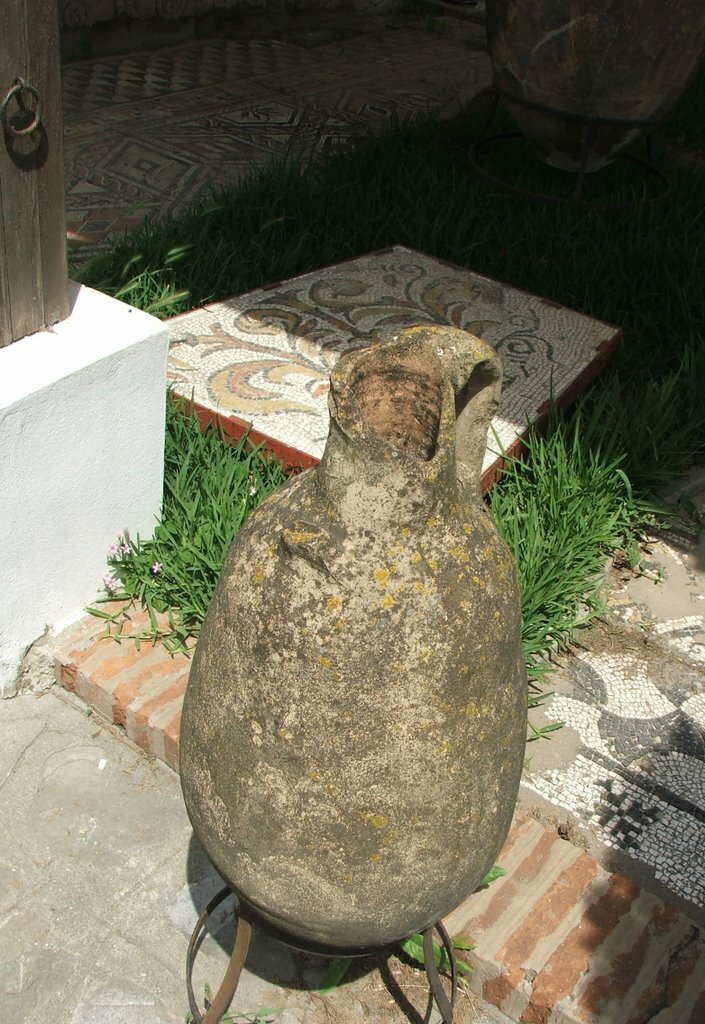
Un'anfora e un mosaico ritrovati durante gli scavi, Museo Archeologico di Tétouan.

Il sito archeologico di Tamuda è uno dei siti archeologici più studiati e meglio conservati della regione. L'archeologo Miquel Tarradell effettuò importanti scavi negli anni '50 e nel 2012, grazie a un team internazionale composto da professori, ricercatori e studenti dell'Università di Abdelmalek Essaadi, l'Università di Cadice e il Ministero della Cultura del Marocco. Molti reperti del sito sono conservati nel museo archeologico di Tétouan.